# 55759 Erdmannsdorff
55759 Erdmannsdorff è un asteroide della fascia principale. Scoperto nel 1991, presenta un'orbita caratterizzata da un semiasse maggiore pari a 2,3217299 UA e da un'eccentricità di 0,1840604, inclinata di 4,30598° rispetto all'eclittica.